# دامون هاريمان
دامون هاريمان (بالإنجليزية: Damon Herriman)‏ هو منتج أفلام وكاتب سيناريو ومصور سينمائي ومخرج وممثل أسترالي، ولد في 31 مارس 1970 بأديلايد في أستراليا.

## أعمال

### أفلام
- (2005) ابن القناع[4]
- (2005) بيت من الشمع[5]
- (2008) مخلوقات مجنحة
- (2011) جيه إدغار
- (2019) حدث ذات مرة في هوليوود

### مسلسلات
- اختلال ضال

## ترشيحات
- AACTA Award for Best Performance in a Television Comedy [الإنجليزية]‏ (2012)

## وصلات خارجية
- دامون هاريمان على موقع IMDb (الإنجليزية)
- دامون هاريمان على موقع ألو سيني (الفرنسية)
- دامون هاريمان على موقع أول موفي (الإنجليزية)
- دامون هاريمان على موقع قاعدة بيانات الفيلم (الإنجليزية)
- دامون هاريمان على موقع كينوبويسك (الروسية)